# 安妮·巴克斯特
安妮·巴克斯特（Anne Baxter，1923年5月7日—1985年12月12日），美国电影演员，获得1946年奥斯卡最佳女配角奖。